# Evángelos Mántzios
Evángelos Mántzios (en grec moderne : Ευάγγελος Μάντζιος), souvent appelé Vangélis Mántzios (Βαγγέλης Μάντζιος), né le 22 avril 1983 à Kallithéa, est un footballeur international grec évoluant au poste d’attaquant à l'APO Levadiakos.